# 尼科洛·羅韋拉
尼科洛·羅韋拉（義大利語：Nicolò Rovella；2001年12月4日—），意大利足球運動員，現効力意甲球會拉齐奥、意大利國家足球隊，司職中場。

## 俱樂部生涯

### 早期職業生涯和熱那亞
羅韋拉開始在國際米蘭學院（國際米蘭的附屬機構）踢球，在那裡他贏得了哥特盃，在2014年轉會到阿爾西奧內。之後，在2017年夏天，羅韋拉加入热那亚，在那裡他立即贏得了卡林男孩青年錦標賽的冠軍。
出身於俱樂部青年隊的羅韋拉於2019年12月3日在熱那亞3-2戰勝阿斯科利的比賽的最後幾分鐘替換弗朗西斯科·卡薩塔完成了他在熱那亞的職業首秀。
隨後，他於2019年12月21日在客場4-0輸給國際米蘭的比賽中替補菲利普·雅蓋沃，完成了自己的意甲首秀，當時年僅18歲。

### 尤文圖斯
2021年1月29日，尤文圖斯宣布與羅韋拉簽訂為期三年半、價值1800萬歐元的合同，外加最高2000萬歐元的績效獎金。球員仍被租借至熱那亞直至2021-22賽季結束。

### 拉齊奧（租借）
2023年8月16日，拉齐奥宣布以為期兩年的租借形式從尤文圖斯簽下羅韋拉，並附有條件購買義務。

## 國家隊生涯
羅韋拉曾代表義大利參加多個青年國際級別比賽。
2024年11月14日，尼科洛在對陣比利時的比賽中代表意大利國家足球隊首次亮相，踢了79分鐘，最終意大利隊以1-0獲勝。羅維拉“永遠感激”時任主教練卢西亚诺·斯帕莱蒂讓他首次代表意大利國家隊出場，因為在戰勝比利時的比賽中首發他展現了“極大的信心”。

## 比賽風格
羅韋拉是一名全面的右腳多才多藝的中場球員，可以擔任中場、組織核心或攻擊型中場。他最大的優勢是他的第一觸球、他的視野、他的傳球範圍和他的戰術智慧。羅韋拉也因其優雅的球風和個人魅力而聞名。

## 外部連結
- Soccerway資料庫：尼科洛·羅韋拉
- 尼科洛·羅韋拉的Instagram帳戶